# Tyla (album)
Tyla è il primo album in studio della cantante sudafricana omonima, pubblicato il 22 marzo 2024 dalla Fax ed Epic.
L'11 ottobre 2024 è stata resa disponibile la + Edition, con tre tracce aggiuntive, incluso il singolo Push 2 Start.

## Accoglienza
| Recensione    | Giudizio |
| ------------- | -------- |
| Clash         | 8/10     |
| NME           |          |
| Pitchfork     | 8/10     |
| Rolling Stone |          |

Tyla ha ottenuto il plauso da parte dei critici musicali. Su Metacritic, sito che assegna un punteggio normalizzato su 100 in base a critiche selezionate, l'album ha ottenuto un punteggio medio di 84 basato su nove recensioni.

## Tracce
1. Intro (feat. Kelvin Momo) – 0:41 (Tyla Seethal, Mbali Kanyisile Makanya, Kelvin Momo)
2. Safer – 2:39 (Tyla 	
Seethal, Christopher Stewart, Ariowa Irosogie, Samuel Awuku, Corey Marlon Lindsay-Keay, Chaniva Francis, Imani Lewis)
3. Water – 3:20 (Tyla 	
Seethal, Ariowa Irosogie, Imani Lewis, Corey Marlon Lindsay-Keay, Samuel Awuku, Christopher Stewart, Rayan El-Hussein Goufar, Olmo Zucca, Jackson Paul LoMastro)
4. Truth or Dare – 3:10 (Tyla Seethal, Ariowa Irosogie, Corey Marlon Lindsay-Keay, Imani Lewis, Jamal Europe, Samuel Awuku)
5. No. 1 (feat. Tems) – 2:27 (Tyla Seethal, Alexander Lustig, Airowa Irosogie, Jamal Europe, Joel Mason Tanner, Samuel Awuku, Temilade Openiyi)
6. Breathe Me – 3:21 (Tyla Seethal, Ariowa Irosogie, Corey Marlon Lindsay-Keay, Imani Lewis, Jamal Europe, Samuel Awuku, Rayan El-Hussein Goufar)
7. Butterflies – 2:42 (PenSmith, Marcus Semaj, Nolan Lambroza)
8. On and On – 2:47 (Tyla Seethal, Corey Marlon Lindsay-Keay)
9. Jump (feat. Gunna e Skillibeng) – 2:27 (Tyla Seethal, Ariowa Irosogie, Corey Marlon Lindsay-Keay, Emwah Warmington, Christopher Lewis, Samuel Awuku, Sergio Kitchens)
10. Art – 2:29 (Tyla Seethal, Ariowa Irosogie, Corey Marlon Lindsay-Keay, James Mwanza, Christopher Lewis, Samuel Awuku)
11. On My Body (feat. Becky G) – 2:38 (Tyla Seethal, Amia Brave, Ariowa Irosogie, Corey Marlon Lindsay-Keay, Christopher Lewis, Rebecca Marie Gomez, Richard Isong, Samuel Awuku)
12. Priorities – 3:15 (Tyla Seethal, Ariowa Irosogie, Corey Marlon Lindsay-Keay, Gaetan Judd, Christopher Lewis, Samuel Awuku)
13. To Last – 2:56 (Tyla Seethal, Christer Kobedi, Luyanda Ngcatsha, Ndumiso Manana)
14. Water (feat. Travis Scott) (Remix) – 3:20 (Tyla 	
Seethal, Ariowa Irosogie, Imani Lewis, Corey Marlon Lindsay-Keay, Samuel Awuku, Christopher Stewart, Rayan El-Hussein Goufar, Olmo Zucca, Jackson Paul LoMastro, Travis Scott)

Traccia esclusiva dell'edizione giapponese
1. Water (feat. Marshmello) (Remix) – 3:11 (Tyla 	
Seethal, Ariowa Irosogie, Imani Lewis, Corey Marlon Lindsay-Keay, Samuel Awuku, Christopher Stewart, Rayan El-Hussein Goufar, Olmo Zucca, Jackson Paul LoMastro, Marshmello)

Tracce bonus nella + Edition
1. Shake Ah (feat. Tony Duardo, Optimist e Ez Maestro) – 5:49 (Tyla Seethal, Kutlwano Mokgola, Namhla Lukhona Moletsane, Phenyo Tshiamo Benedict Tsebe, Thabo Musa, Tony Duardo, Buddy Kay, M00tion)
2. Push 2 Start – 2:36 (Ariowa Irosogie, Mocha, Believve, Sjo, Tyla Seethal, Imani Lewis, Corey Marlon Lindsay-Keay, Rayo, Mocha, Ari PenSmith, Believve, Sammy SoSo, Ebenezer Maxwell)
3. Back to You (Tyla Seethal, Dayo Olatunji, Jahaan Akil Sweet, James Essien, Peace Oredope, Amanda "Kiddo A.I" Ibanez, P.Priime, Jahaan Sweet)

## Successo commerciale
Tyla ha esordito al 24º posto della Billboard 200 con 24 000 unità equivalenti ad album, segnando il debutto più alto di sempre per una donna solista sudafricana nella classifica LP statunitense.

## Classifiche

### Classifiche settimanali
| Classifica (2024) | Posizione massima |
| ----------------- | ----------------- |
| Austria           | 48                |
| Belgio (Fiandre)  | 49                |
| Belgio (Vallonia) | 44                |
| Canada            | 26                |
| Francia           | 31                |
| Germania          | 86                |
| Irlanda           | 59                |
| Lituania          | 37                |
| Norvegia          | 19                |
| Nuova Zelanda     | 16                |
| Paesi Bassi       | 11                |
| Portogallo        | 23                |
| Regno Unito       | 19                |
| Spagna            | 73                |
| Stati Uniti       | 24                |
| Svezia            | 57                |
| Svizzera          | 12                |

### Classifiche di fine anno
| Classifica (2024) | Posizione |
| ----------------- | --------- |
| Portogallo        | 156       |